# 日本カタン
日本カタン株式会社（にっぽんカタン-）は、日本の製造メーカー。三井松島ホールディングスの子会社である。

## 事業内容
- 電機用品の製造販売
  - 送変電用がいし装置、架線金具、配電用金具、碍子金具
- 送電線監視システム開発
- 受託研究・試験

## 沿革
- 1918年（大正7年）9月2日 - 株式会社木本鉄工所を設立。
- 1920年（大正9年）7月31日 - 株式会社日本可鍛鋳鉄所に改称。
- 1954年（昭和29年）1月 - 日本可鍛鋳鉄工業会に加入。
- 1965年（昭和40年）10月9日 - 枚方工場が完成。
- 1971年（昭和46年）3月25日 - 完全子会社の「日本ガルバ株式会社」を設立。
- 1988年（昭和63年）5月2日 - 完全子会社の「日可テクノサービス株式会社」を設立（後の日可テクノ株式会社）。
- 1990年（平成2年）9月2日 - 日本カタン株式会社に改称。
- 1994年（平成6年）11月2日 - 日本証券業協会に店頭登録。
- 1995年（平成7年）5月 - 電気学会電気技術振興賞進歩賞を受賞。
- 1997年（平成9年）11月 - 電気科学技術奨励賞オーム技術賞を受賞。
- 2002年（平成14年）11月 - アクティブホーンで、電気科学技術奨励賞オーム技術賞と文部科学大臣奨励賞を受賞。
- 2004年（平成16年）12月 - ジャスダックに株式上場。
- 2005年（平成17年）- 9月に自動車部品等の鋳物事業から撤退し、11月に南工場を閉鎖。
- 2007年（平成19年）
  - 7月26日 - 上場廃止
  - 8月 - 住友商事の完全子会社となる。
- 2017年（平成29年）7月3日 - 株式譲渡に伴い、親会社が日本カタンホールディングスとなる。
- 2022年（令和3年）
  - 5月1日 - 親会社の日本カタンホールディングスを合併。
  - 5月9日 - 株式譲渡により親会社が三井松島ホールディングスとなる。